# Epibryon parvipunctum
Epibryon parvipunctum är en svampart som först beskrevs av Stein, och fick sitt nu gällande namn av Diederich 1999. Epibryon parvipunctum ingår i släktet Epibryon och familjen Pseudoperisporiaceae.   Inga underarter finns listade i Catalogue of Life.